# Nisga'a

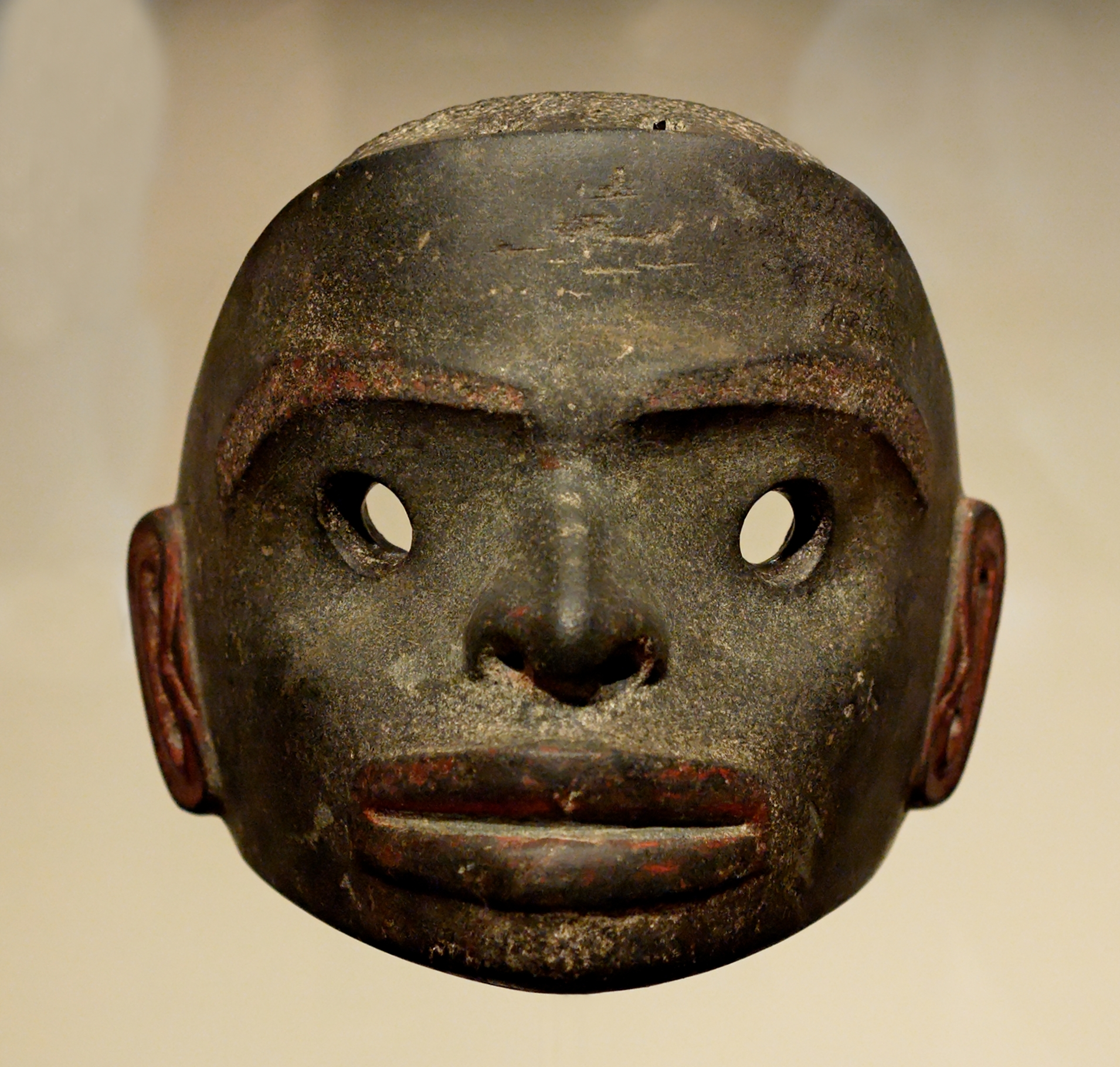
Máscara com olhos abertos, desgastados durante o winter halait ceremonies, entre os séculos XVIII e XIX.

O Nisga'a (pronunciado [nisqa]), muitas vezes anteriormente grafado como Nishga e escrita na língua Nisga'a como Nisga'a, são uma nação indígena no Canadá. Vivem no vale do Rio NASs do Noroeste da Colômbia Britânica.